# Шпаки (Волгоградская область)
Шпаки — хутор в Старополтавском районе Волгоградской области России. Входит в состав Новотихоновского сельского поселения.

## История
До 1941 года хутор Шпаков входил в состав Валуевского сельсовета Старо-Полтавского кантона АССР Немцев Поволжья. В соответствии с Указом Президиума Верховного Совета СССР от 7 сентября 1941 года Старо-Полтавский кантон ликвидированной АССР Немцев Поволжья был преобразован в Старо-Полтавский район и включён в состав Сталинградской области. В 1966 году хутор Шпаки был передан в состав новообразованного Тихановского сельсовета, который впоследствии был переименован сперва в Посевной сельсовет, а затем в Новотихоновский сельсовет.

## География
Хутор находится в северо-восточной части Волгоградской области, в степной зоне, вблизи левого берега реки Еруслан, на расстоянии примерно 13 километров (по прямой) к югу от села Старая Полтавка, административного центра района.
Часовой пояс
Хутор Шпаки, как и вся Волгоградская область, находится в часовой зоне МСК (московское время). Смещение применяемого времени относительно UTC составляет +3:00.

## Население
| 2010 |
| ---- |
| 132  |

Гендерный состав
По данным Всероссийской переписи населения 2010 года в гендерной структуре населения мужчины составляли 50 %, женщины — соответственно также 50 %.
Национальный состав
Согласно результатам переписи 2002 года, в национальной структуре населения русские составляли 59 %.

## Улицы
Уличная сеть хутора состоит из трёх улиц.